# Sophie Béroud
Sophie Béroud, née le 17 janvier 1973, est une politiste française. Elle est spécialisée dans la sociologie politique du syndicalisme.

## Biographie

### Carrière
Sophie Béroud est docteure en science politique. En 2003, elle a soutenu une thèse de doctorat à l'Institut d'études politiques de Paris intitulée « La politique des particularismes : revendications autonomistes et créations identitaires dans l'Espagne des communautés autonomes sans "nationalité historique" », réalisée sous la direction de Guy Hermet.
En 2004, elle devient maitresse de conférences en science politique à l'université Lumière-Lyon-II. Après avoir passé une habilitation à diriger des recherches en 2017, elle est maintenant professeure des universités.

### Engagements
Elle est membre d'ATTAC. Elle a soutenu les candidatures de Jean-Luc Mélenchon aux élections présidentielles de 2017 et 2022.

### Travaux
Ses domaines de recherche couvrent la sociologie du syndicalisme et des mouvements sociaux en France et en Espagne et l'analyse du discours syndical.
Elle publie plusieurs études où elle étudie les raisons du désengagement des jeunes dans le syndicalisme,.
Ses travaux universitaires ont été repris dans des études de sociologie anglo-saxonnes sur le déclin du syndicalisme français (en nombre d'adhérents) alors que sa capacité à mobiliser les oppositions face à des réformes impopulaires reste importante ou pour analyser sur la présentation de la précarisation du travail au début des années 2000, sur les chantiers navals, dans des documentaires tournés par des cinéastes français tels que Jean-Marc Moutout (Le dernier Navire), Sabrina Malek et Arnaud Soulier (Un Monde moderne) ou Marcel Trillat (Les Prolos).

## Publications

### Ouvrages personnels
- Le Devenir de l’Europe, Paris, Éditions de l'Atelier, 1997, en collaboration avec Jean Weydert, traduit en portugais en 2002 : O Futuro da Europa, Lisbonne, Ambar, Colecção « Que Futuro ? »
- Le Mouvement social en France. Essai de sociologie politique (en coll. avec René Mouriaux et Michel Vakaloulis), La Dispute, 1998[7].
- Cellatex. Quand l'acide a coulé. (en coll. avec René Mouriaux et al.), Paris, Syllepse, 2001
- Les Robins des bois de l'énergie, Le Cherche midi, 2005  (ISBN 274910324X)[8]
- Politiques du syndicalisme, perspectives françaises, Collection La Discorde aux éditions Textuel, 2008  (ISBN 978-2845972285)
- Sophie Béroud, Paul Bouffartigue, Henri Eckert et Denis Merklen, En quête des classes populaires: un essai politique, la Dispute, 2016 (ISBN 978-2-84303-278-3)[9].
- Baptiste Giraud, Karel Yon et Sophie Béroud, Sociologie politique du syndicalisme, Paris, Armand Colin, coll. « U sociologie », 2018 (ISBN 978-2-200-61515-4, DOI 10.3917/arco.berou.2018.01)[10],[11],[12].
- Sophie Béroud, Elyane Bressol, Jérôme Pelisse et Michel Pigenet (dir.), La CGT (1975-1995). Un syndicalisme à l’épreuve des crises, Nancy, Arbre bleu, 2019, 546 p.[13],[14].
- avec Martin Thibault, En luttes. Les possibles d'un syndicalisme de contestation, Paris, Raisons d'agir éditions, 2021,  (ISBN 979-10-97084-12-7)[15],[16],[17],[18].

### Ouvrages collectifs
- « Violence et sabotage dans les grèves en France », dans Cellatex, Quand l'acide a coulé, sous la direction de Christian Larose, Éditions Syllepse, 2001  (ISBN 2913165443)
- « Continuités et évolutions de la conflictualité sociale », dans Le conflit en grève ?, sous la direction de Jean-Michel Denis, La Dispute, 2005  (ISBN 2843031141)
- « Le temps d’une transgression des frontières politiques et syndicales. Structuration et marginalisation de réseaux d’anciens syndicalistes au service de la campagne de F. Hollande » dans Le lobbying électoral. Groupes en campagne présidentielle (2012), sous la direction de Guillaume Courty et Julie Gervais, Presses Universitaires de Septentrion, 2016  (ISBN 9782757413852)

### Direction d’ouvrages collectifs
- Le Souffle de décembre. Le Mouvement social de 1995 : continuités, singularités, portée, Avec René Mouriaux, Éditions Syllepse, 1997  (ISBN 2907993615)[19], réédité sous le titre Le souffle de l'hiver 1995, en 2001, Éditions Syllepse.
- L'année sociale, 2002, avec René Mouriaux[20],[21],[22]
- Le Roman social : littérature, histoire et mouvement ouvrier, avec Tania Régin, Éditions de l'Atelier, 2002  (ISBN 2708236032)[23].
- L'année sociale, 2004, Syllepse[24].
- La lutte continue ? Les conflits du travail dans la France contemporaine, avec Jean-Michel Denis, Guillaume Desage, Baptiste Giraud, Jérôme Pelisse, Éditions du Croquant, 2008  (ISBN 2914968493)[25],[26],[27]
- Quand le travail se précarise, quelles résistances collectives ?, avec Paul Bouffartigue, Éditions La Dispute, 2009  (ISBN 978-2-84303-186-1) (BNF 42077265)[28],[29],[30]
- Changer le monde, changer sa vie. Enquête sur les militantes et les militants des années 1968 en France, avec Olivier Fillieule, Camille Masclet et Isabelle Sommier (dir.) et avec le collectif Sombrero, Actes Sud, 2018[31]
- Sur le terrain avec les gilets jaunes. Approche interdisciplinaire du mouvement en France et en Belgique, avec Anne Dufresne, Corinne Gobin et Marc Zune, Presses universitaires de Lyon, « Actions collectives », 2022[32],[33]